# Fibulostilbum
Fibulostilbum är ett släkte av svampar. Fibulostilbum ingår i familjen Chionosphaeraceae, ordningen Agaricostilbales, klassen Agaricostilbomycetes, divisionen basidiesvampar och riket svampar.
|               | Chionosphaera                                |
|               |                                              |
|               | Kurtzmanomyces                               |
|               |                                              |
| Fibulostilbum | \| \| Fibulostilbum phylaciicola \| \| \| \| |
|               | \| \| Fibulostilbum phylaciicola \| \| \| \| |
|               | Stilbum                                      |
|               |                                              |
|               | Fibulostilbum phylaciicola                   |
|               |                                              |

|  | Fibulostilbum phylaciicola |
|  |                            |